# تشيرينغ دورجي
تشيرينغ دورجي ((بالإنجليزية: Tshering Dorji): مواليد 10 سبتمبر 1993) لاعب كرة قدم بوتاني يجيد اللعب في مركز الوسط مع منتخب بوتان وأكاديمية أوغين.
قاد منتخب بلاده يوم الخميس الموافق 12 مارس 2015 للفوز على سريلانكا 1–0 في أول مباراة يخوضها ضمن تصفيات كأس العالم في حملة التأهل إلى كأس العالم 2018.

## روابط خارجية
- تشيرينغ دورجي على موقع قاعدة بيانات كرة القدم.إي يو (الإنجليزية)
- تشيرينغ دورجي على موقع ناشيونال فوتبول تيمز (الإنجليزية)
- تشيرينغ دورجي على موقع Soccerway.com (الإنجليزية)